# Suzzy Roche
Pour les articles homonymes, voir Roche (homonymie).
Suzzy Roche est une auteure-compositrice-interprète américano-irlandaise, née le 29 septembre 1956. Elle est originaire de Park Ridge, dans l’État du New Jersey, aux États-Unis. Suzzy Roche est principalement connue pour son travail avec le trio vocal The Roches aux côtés de ses sœurs Margaret et Terre Roche.

## Biographie
Enfant, elle participe avec ses sœurs Maggie et Terre à la chorale de l’église encouragé par un père Irlandais et fervent catholique, mais c'est vers le cinéma que s'oriente d'abord l'adolescente. Suzzy Roche est diplômée d'un Bachelor of Fine Arts, diplôme universitaire nord-américain dans le domaine des arts et de l'audiovisuel à l'université de New York.
L'artiste et le musicien folk Loudon Wainwright III sont les parents de la musicienne Lucy Wainwright Roche, demi-sœur des auteurs et compositeurs Rufus Wainwright et Martha Wainwright. 

## Carrière professionnelle

### 1979 - 2007: The Roches
Dès la fin des années 1960, Maggie et Terre Roche se produisent sur scène en tant que duo. À la suite d'une première collaboration avec le musicien Paul Simon sur l'album There Goes Rhymin' Simon, elles enregistrent leur premier album Seductive Reasoning en 1975. 
En 1976, à la fin de ses études en art dramatique, Suzzy rejoint ses sœurs pour former The Roches. Le trio vocal enregistre 13 albums entre 1979 et 2007.
En 2002, conçu, dirigé et co-écrit par Suzzy et Maggy, le projet Zero Church prend place à l’Institut des arts et du dialogue civique de l’université de Havard à Cambridge. Les sœurs Roches élaborent un programme musical de prières basé sur des écrits recueillis par la communauté de l'Institut Anna Deavere Smith.  
En 2004, Suzzy et Maggie Roche collaborent de nouveau sur l'album Why The Long Face chez Red House Records.

### Carrière solo
Suzzy Roche commence une carrière musicale solo en 1997 avec la sortie de l'album Holy Smokes, suivi en 2000 par un second projet Songs from an Unmarried Housewife and Mother, mettant ainsi fin à plusieurs années de dépression.
En 2002, elle est brièvement membre du groupe féminin américain Four Bitchin 'Babes, sur l'album Some Assembly Required. Elle fait une apparition aux côtés du groupe folk canadien The Crash Test Dummie pour Songs of the Unforgiven en 2004.
En 1992 et 2008, elle participe à la réalisation de Here Is Is et Harp Trouble in Heaven, deux des albums de son frère, le musicien David Roche.
Depuis 2014, elle accompagne sa fille Lucy Wainwright Roche sur scène. Deux albums sont issus de cette collaboration Fairytale and Myth et Mud & Apples.

### Cinéma et performances
En 1988, Suzzy Roche entame une carrière d’actrice avec la comédie romantique Crossing Delancey de la réalisatrice américaine Joan Micklin Silver. Elle joue dans plus d’une dizaine de fictions à la télévision américaine et au cinéma.
Elle est membre active de The Wooster Group, un groupe de théâtre expérimental basé à New York et reconnu pour la création d'œuvres dramatiques. Son nom est associé à la production des créations ainsi qu'à la composition de musiques originales dédiées aux performances artistiques des formations. En 2012, sous la direction d'Elizabeth LeCompte, elle participe avec The Wooster Group au projet Cry, Trojans!, une performance scénique inspirée de Troilus & Cressida de William Shakespeare avec laquelle elle se produit sur différentes scènes internationales,.
En 2012, elle publie son premier roman, Saints Wayward.
Suzzy Roche enseigne la performance scénique aux côtés de l'actrice américaine Anna Deavere Smith au sein des universités de New York et de Princeton. Elle organise ponctuellement des ateliers d'écriture de chansons. 

## Discographie

### Carrière solo
- 1997 : Holy Smokes, Suzzy Roche, Red House Records
- 2000 : Songs from an Unmarried Housewife and Mother, Suzzy Roche, Greenwich Village, États-Unis, Red House Records

### The Roches (1979 - 2007)
- 1979 : The Roches, Warner Bros
- 1980 : Nurds, Warner Bros
- 1982 : Keep On Doing, Warner Bros
- 1985 : Another World, Warner Bros
- 1986 : No Trespassing, Real Live Records
- 1989 : Speak, MCA
- 1990 : We Three Kings, MCA
- 1992 : A Dove, MCA
- 1994 : Will You Be My Friend?, Baby Boom Music
- 1995 : Can We Go Home Now, Rykodisc
- 2003 : The Collected Works of the Roches, Rhino Records
- 2007 : Moonswept, 429 Records

### Maggie et Suzzy Roche
- 2002 : Zero Church, e et, Red House Records
- 2003 : The Paradoxical Commandments ("Anyway"), Kent M. Keith
- 2004 : Why The Long Face, eRed House Records

### Suzzy & Lucy Wainwright Roche
- 2013 : Fairytale and Myth
- 2016 : Mud & Apples, Bunny Records

### Contributions
- 1976 :  T-Shirt, Loudon Wainwright III, The Roches, Arista Records
- 1978 : Final Exam, Loudon Wainwright III,  The Roches, Arista Records
- 1981 : League of Gentlemen, Robert Fripp, The Roches sur Indiscrete I, II, & III, E.G Records
- 1988 : Stay Awake, album de reprises des chansons des films de Disney, Hal Willner, Little April Shower extrait de Bambi, A&M Records
- 1992 : History, Loudon Wainwright III, Charisma
- 1996 : Obliviously, Ilene Weiss, Suzzy, Maggie et David Roche, Gadfly Records
- 1997 : Time and Love: The Music of Laura Nyro, Laura Nyro, reprise du titre Wedding Bell Blues, Astor Place
- 1999 : Happily Never After, John Eddie, chant sur Won't Be Me, Lost American Thrill Show Records
- 2001 : The Last Man on Earth, Loudon Wainwright III, Red House Records
- 2001 : A Nod to Bob - Bob Dylan 60th Birthday Tribute – reprise de Clothesline Saga par Maggie and Suzzy Roche, Red House Records
- 2002 : Love Songs, Drench, Koosil-ja Hwang, Suzzy Roche et Kate Valk, chansons de la création To You, The Birdie! (Phedre), The Wooster Group.
- 2002 : Some Assembly Required, Four Bitchin' Babes, Shanachie Records
- 2004 : Songs of the Unforgiven, The Crash Test Dummie, Deep Fried Records
- 2004 : Little Noises, Marcia Pelletiere, reinterpretation de The Black Bag, Saf'Lini Music
- 2004 : Want Two, Rufus Wainwright, chant sur Gay Messiah, Dreamworks
- 2004 : Circo, Darden Smith, chant sur One Hundred Ways, Dualtone
- 2004 : New York Town, Black 47, chant sur New York Town et Brooklyn Goodbye, Gadfly Records
- 2005 :  Elvis Murphy's Green Suede Shoes, Black 47, chant sur The Bells of Hell, Girl Next Door et Kilroy Was Here, Gadfly Records 289

## Filmographie

### Cinéma
- 1982 : Soup for One, de Jonathan Kaufer : Girl #1
- 1985 : Almost You, d'Adam Brooks : la réceptionniste
- 1988 : Izzy et Sam, Crossing Delancey (titre original), de Joan Micklin Silver : Marilyn Cohen
- 1992 : My New Gun, de Stacy Cochran : l'hôtesse de caisse
- 1993 : Me and Veronica, de Don Scardino : une cliente du bar
- 2015 : A Gesture and a Word, documentaire de Dave Davidson : Suzzy Roche
- 2016 : The Law of Averages, d'Elizabeth Rose (Court-métrage)

### Télévision
- 1991 : Tiny Toon Adventures (1990-1995) - New Character Day, de Ken Boyer et Eddie Fitzgerald : Suzzy (voice)
- 1994 : The Adventures of Pete & Pete (1992-1996) - Inspector 34, de Will McRobb et Chris Viscardi : la contractuelle
- 1996 : A Weekend in the Country, de Martin Bregman : Suzzy Roche
- 1997 : Tracey Takes On... (1996-1999) - Music, de Tracey Ullman et Allan McKeown : une assistante de direction
- 2005 : Crash Test Dummies: Greatest Hits Live, de Hank Lena